# Brezova kresilača
Brezova kresilača ali brezova odpadljivka (znanstveno ime Fomitopsis betulina) je drevesna goba iz rodu kresilač. Glivo je prvotno opisal Jean Bulliard leta 1788 kot Boletus betulinus. Petter Karsten ga je leta 1881 prenesel v rod Piptoporus. Molekularne filogenetske študije so pokazale, da je vrsta bolj sorodna kresilačam (Fomitopsis) in gliva je bila leta 2016 prerazvrščena v Fomitopsis.
Specifični epitet betulina se nanaša na rod gostiteljskega drevesa - breza (Betula).

## Značilnosti
Klobuk brezove kresilače ima premer od 4 do 20 cm, je okrogle ali ledvičaste oblike s topim robom. Debel je do 6 cm. Mlade gobe so bledo sivo rjave, stare pogosto temno rjave barve in pogosto lisast. Klobukova kožica je tanka, gladka in se zlahka olupi. Rob je zaokrožen in top.
Trosovnica je sestavljena iz belih cevk, ki so dolge od 2–8 mm in se zlahka ločijo od klobuka. Luknjice so bele, pozneje nekoliko porjavijo.
Meso je belo, mehko, plutasto, pri starih gobah žilavo in kiselkastega okusa.

## Razširjenost in življenjski prostor
Je pogosta goba, ki se pojavlja se po vsej severni polobli.
Mlade gobe rastejo od avgusta do oktobra, odmrle primerke pa najdemo vse leto. Raste samo na brezah, zaradi česar se zlahka loči od drugih vrst. Najdemo jo v gozdovih, parkih in cestah. Včasih lahko na njej najdemo zajedalsko blazinovko (Hypocrea pulvinata).
Je parazit ali gniloživka, ki raste na živih in mrtvih brezovih deblih in vejah. Povzroča rjavo gnilobo lesa. Les, ki ga razgradi, se sčasoma zdrobi v prah. Do okužbe živega drevesa pride predvsem preko ran, pogosto pa se gliva še več let po okužbi ne razvije, ker njeno rast zavirajo obrambni mehanizmi drevesa. Vendar pa v drevesu miruje in se začne razvijati, ko je drevo oslabljeno zaradi suše, v senci drugih dreves ali posekano.

## Mikroskopske značilnosti
Trosni odtis je bele barve. Trosi so valjasti in v obliki vejice s koničastim dnom, neamiloidni in merijo 5–7 x 1,5–2 μm.

## Podobne vrste
- bukova kresilka (Fomes fomentarius)
- smrekova kresilača (Fomitopsis pinicola)

## Uporabnost
Mlade gobe so užitne, vendar niso preveč okusne.
V preteklosti so se pripravki iz gobe uporabljali v tradicionalni medicini, predvsem kot zdravilo proti črevesnim zajedavcem, kot so bičeglavci (Trichuris trichura). Ostanke brezove odpadljivke so našli tudi pri Ötziju, ledenodobni mumiji, znanstveniki pa so mnenja, da jo je ledenodobni lovec s seboj nosil prav za zatiranje črevesnih zajedavcev. Znanstveniki gobo preučujejo tudi danes, saj jih zanimajo njene fitokemične in farmakološke lastnosti.